# BAFTA-díj a legjobb adaptált forgatókönyvnek
A legjobb adaptált forgatókönyvnek járó BAFTA-díjat a Brit Film- és Televíziós Akadémia ítéli oda, az 1984-ben megtartott díjátadó óta. Korábban összevonva, legjobb forgatókönyv néven adták át.

## Győztesek és jelöltek
Győztes forgatókönyvíró
Megjegyzés: Az "Év" oszlop a kapcsolódó film bemutatásának évét jelzi, a tényleges díjátadó ceremóniát a következő évben rendezték meg.

### 1980-as évek
| Év                                     | Magyar cím                        | Eredeti cím                                | Forgatókönyvíró(k) | Ref. |
| -------------------------------------- | --------------------------------- | ------------------------------------------ | ------------------ | ---- |
| 1983 37. gála                          |                                   |                                            |                    |      |
| Hőség és por                           | Heat and Dust                     | Ruth Prawer Jhabvala                       | [ 1 ]              |      |
| Csalódás                               | Betrayal                          | Harold Pinter                              | [ 1 ]              |      |
| Rita többet akar – Szebb dalt énekelni | Educating Rita                    | Willy Russell                              | [ 1 ]              |      |
| Aranyoskám                             | Tootsie                           | Larry Gelbart és Murray Schisgal           | [ 1 ]              |      |
| 1984 38. gála                          |                                   |                                            |                    |      |
| Gyilkos mezők                          | The Killing Fields                | Bruce Robinson                             | [ 2 ]              |      |
| Egy másik ország                       | Another Country                   | Julian Mitchell                            | [ 2 ]              |      |
| Az öltöztető                           | The Dresser                       | Ronald Harwood                             | [ 2 ]              |      |
| Párizs, Texas                          | Paris, Texas                      | Sam Shepard                                | [ 2 ]              |      |
| 1985 39. gála                          |                                   |                                            |                    |      |
| A Prizzik becsülete                    | Prizzi's Honor                    | Richard Condon és Janet Roach              | [ 3 ]              |      |
| Amadeus                                | Amadeus                           | Peter Shaffer                              | [ 3 ]              |      |
| Út Indiába                             | A Passage to India                | David Lean                                 | [ 3 ]              |      |
|                                        | The Shooting Party                | Julian Bond                                | [ 3 ]              |      |
| 1986 40. gála                          |                                   |                                            |                    |      |
| Távol Afrikától                        | Out of Africa                     | Kurt Luedtke                               | [ 4 ]              |      |
| Egy kisebb isten gyermekei             | Children of a Lesser God          | Hesper Anderson és Mark Medoff             | [ 4 ]              |      |
| Bíborszín                              | The Color Purple                  | Menno Meyjes                               | [ 4 ]              |      |
| Ran – Káosz                            | Ran                               | Masato Ide, Kuroszava Akira és Oguni Hideo | [ 4 ]              |      |
| Szoba kilátással                       | A Room with a View                | Ruth Prawer Jhabvala                       | [ 4 ]              |      |
| 1987 41. gála                          |                                   |                                            |                    |      |
| A Paradicsom…                          | Jean de Florette                  | Claude Berri és Gérard Brach               | [ 5 ]              |      |
| Egy ház Londonban                      | 84 Charing Cross Road             | Hugh Whitemore                             | [ 5 ]              |      |
| Kis Dorrit                             | Little Dorrit                     | Christine Edzard                           | [ 5 ]              |      |
| Hegyezd a füled!                       | Prick Up Your Ears                | Alan Bennett                               | [ 5 ]              |      |
| 1988 42. gála                          |                                   |                                            |                    |      |
| A lét elviselhetetlen könnyűsége       | The Unbearable Lightness of Being | Jean-Claude Carrière és Philip Kaufman     | [ 6 ]              |      |
| Babette lakomája                       | Babettes gæstebud                 | Gabriel Axel                               | [ 6 ]              |      |
| A nap birodalma                        | Empire of the Sun                 | Tom Stoppard                               | [ 6 ]              |      |
| Roger nyúl a pácban                    | Who Framed Roger Rabbit           | Jeffrey Price és Peter S. Seaman           | [ 6 ]              |      |
| 1989 43. gála                          |                                   |                                            |                    |      |
| Veszedelmes viszonyok                  | Dangerous Liaisons                | Christopher Hampton                        | [ 7 ]              |      |
| Az alkalmi turista                     | The Accidental Tourist            | Frank Galati és Lawrence Kasdan            | [ 7 ]              |      |
| A bal lábam – Christy Brown története  | My Left Foot                      | Shane Connaughton és Jim Sheridan          | [ 7 ]              |      |
| Shirley Valentine                      | Shirley Valentine                 | Willy Russell                              | [ 7 ]              |      |

### 1990-es évek
| Év                       | Magyar cím                 | Eredeti cím                                                                           | Forgatókönyvíró(k) | Ref. |
| ------------------------ | -------------------------- | ------------------------------------------------------------------------------------- | ------------------ | ---- |
| 1990 44. gála            |                            |                                                                                       |                    |      |
| Nagymenők                | Goodfellas                 | Nicholas Pileggi és Martin Scorsese                                                   | [ 8 ]              |      |
| Született július 4-én    | Born on the Fourth of July | Ron Kovic és Oliver Stone                                                             | [ 8 ]              |      |
| Miss Daisy sofőrje       | Driving Miss Daisy         | Alfred Uhry                                                                           | [ 8 ]              |      |
| Képeslapok a szakadékból | Postcards from the Edge    | Carrie Fisher                                                                         | [ 8 ]              |      |
| Rózsák háborúja          | The War of the Roses       | Michael J. Leeson                                                                     | [ 8 ]              |      |
| 1991 45. gála            |                            |                                                                                       |                    |      |
|                          | The Commitments            | Dick Clement, Roddy Doyle és Ian La Frenais                                           | [ 9 ]              |      |
| Cyrano de Bergerac       | Cyrano de Bergerac         | Jean-Claude Carrière és Jean-Paul Rappeneau                                           | [ 9 ]              |      |
| Farkasokkal táncoló      | Dances with Wolves         | Michael Blake                                                                         | [ 9 ]              |      |
| A bárányok hallgatnak    | The Silence of the Lambs   | Ted Tally                                                                             | [ 9 ]              |      |
| 1992 46. gála            |                            |                                                                                       |                    |      |
| A játékos                | The Player                 | Michael Tolkin                                                                        | [ 10 ]             |      |
| Szellem a házban         | Howards End                | Ruth Prawer Jhabvala                                                                  | [ 10 ]             |      |
| JFK – A nyitott dosszié  | JFK                        | Zachary Sklar és Oliver Stone                                                         | [ 10 ]             |      |
| Kötelező táncok          | Strictly Ballroom          | Baz Luhrmann és Craig Pearce                                                          | [ 10 ]             |      |
| 1993 47. gála            |                            |                                                                                       |                    |      |
| Schindler listája        | Schindler's List           | Steven Zaillian                                                                       | [ 11 ]             |      |
| Apám nevében             | In the Name of the Father  | Terry George és Jim Sheridan                                                          | [ 11 ]             |      |
| Napok romjai             | The Remains of the Day     | Ruth Prawer Jhabvala                                                                  | [ 11 ]             |      |
| Árnyékország             | Shadowlands                | William Nicholson                                                                     | [ 11 ]             |      |
| Egy asszony illata       | Scent of a Woman           | Bo Goldman                                                                            | [ 11 ]             |      |
| 1994 48. gála            |                            |                                                                                       |                    |      |
| Kvíz Show                | Quiz Show                  | Paul Attanasio                                                                        | [ 12 ]             |      |
| Magánórák                | The Browning Version       | Ronald Harwood                                                                        | [ 12 ]             |      |
| Forrest Gump             | Forrest Gump               | Eric Roth                                                                             | [ 12 ]             |      |
| Mennyei örömök klubja    | The Joy Luck Club          | Ronald Bass és Amy Tan                                                                | [ 12 ]             |      |
| 1995 49. gála            |                            |                                                                                       |                    |      |
| Trainspotting            | Trainspotting              | John Hodge                                                                            | [ 13 ]             |      |
| Babe                     | Babe                       | George Miller és Chris Noonan                                                         | [ 13 ]             |      |
| Las Vegas, végállomás    | Leaving Las Vegas          | Mike Figgis                                                                           | [ 13 ]             |      |
| György király            | The Madness of King George | Alan Bennett                                                                          | [ 13 ]             |      |
| Neruda postása           | Il Postino: The Postman    | Anna Pavignano, Michael Radford, Furio Scarpelli, Giacomo Scarpelli és Massimo Troisi | [ 13 ]             |      |
| Értelem és érzelem       | Sense and Sensibility      | Emma Thompson                                                                         | [ 13 ]             |      |
| 1996 50. gála            |                            |                                                                                       |                    |      |
| Az angol beteg           | The English Patient        | Anthony Minghella                                                                     | [ 14 ]             |      |
| A salemi boszorkányok    | The Crucible               | Arthur Miller                                                                         | [ 14 ]             |      |
| Evita                    | Evita                      | Alan Parker és Oliver Stone                                                           | [ 14 ]             |      |
| III. Richárd             | Richard III                | Richard Loncraine és Ian McKellen                                                     | [ 14 ]             |      |
| 1997 51. gála            |                            |                                                                                       |                    |      |
| Rómeó + Júlia            | Romeo + Juliet             | Baz Luhrmann és Craig Pearce                                                          | [ 15 ]             |      |
| Jégvihar                 | The Ice Storm              | James Schamus                                                                         | [ 15 ]             |      |
| Szigorúan bizalmas       | L.A. Confidential          | Curtis Hanson és Brian Helgeland                                                      | [ 15 ]             |      |
| A galamb szárnyai        | The Wings of the Dove      | Hossein Amini                                                                         | [ 15 ]             |      |
| 1998 52. gála            |                            |                                                                                       |                    |      |
| A nemzet színe-java      | Primary Colors             | Elaine May                                                                            | [ 16 ]             |      |
| Hilary és Jackie         | Hilary and Jackie          | Frank Cottrell Boyce                                                                  | [ 16 ]             |      |
| Little Voice             | Little Voice               | Mark Herman                                                                           | [ 16 ]             |      |
| Amikor a farok csóválja… | Wag the Dog                | Hilary Henkin és David Mamet                                                          | [ 16 ]             |      |
| 1999 53. gála            |                            |                                                                                       |                    |      |
| Egy kapcsolat vége       | The End of the Affair      | Neil Jordan                                                                           | [ 17 ]             |      |
| A kelet az kelet         | East Is East               | Ayub Khan-Din                                                                         | [ 17 ]             |      |
| A tökéletes férj         | An Ideal Husband           | Oliver Parker                                                                         | [ 17 ]             |      |
| A tehetséges Mr. Ripley  | The Talented Mr. Ripley    | Anthony Minghella                                                                     | [ 17 ]             |      |

### 2000-es évek
| Év                                    | Magyar cím                                        | Eredeti cím                                                      | Forgatókönyvíró(k) | Ref. |
| ------------------------------------- | ------------------------------------------------- | ---------------------------------------------------------------- | ------------------ | ---- |
| 2000 54. gála                         |                                                   |                                                                  |                    |      |
| Traffic                               | Traffic                                           | Stephen Gaghan                                                   | [ 18 ]             |      |
| Csokoládé                             | Chocolat                                          | Robert Nelson Jacobs                                             | [ 18 ]             |      |
| Tigris és sárkány                     | Crouching Tiger, Hidden Dragon                    | James Schamus, Hui-Ling Wang és Kuo Jung Tsai                    | [ 18 ]             |      |
| Pop, csajok satöbbi                   | High Fidelity                                     | John Cusack, D. V. DeVincentis, Steve Pink és Scott Rosenberg    | [ 18 ]             |      |
| Wonder Boys – Pokoli hétvége          | Wonder Boys                                       | Steve Kloves                                                     | [ 18 ]             |      |
| 2001 55. gála                         |                                                   |                                                                  |                    |      |
| Shrek                                 | Shrek                                             | Ted Elliott, Terry Rossio, Roger S. H. Schulman és Joe Stillman  | [ 19 ]             |      |
| Egy csodálatos elme                   | A Beautiful Mind                                  | Akiva Goldsman                                                   | [ 19 ]             |      |
| Bridget Jones naplója                 | Bridget Jones's Diary                             | Richard Curtis, Andrew Davies és Helen Fielding                  | [ 19 ]             |      |
| Iris – Egy csodálatos női elme        | Iris                                              | Richard Eyre és Charles Wood                                     | [ 19 ]             |      |
| A Gyűrűk Ura: A Gyűrű Szövetsége      | The Lord of the Rings: The Fellowship of the Ring | Philippa Boyens, Peter Jackson és Fran Walsh                     | [ 19 ]             |      |
| 2002 56. gála                         |                                                   |                                                                  |                    |      |
| Adaptáció                             | Adaptation.                                       | Charlie és Donald Kaufman                                        | [ 20 ]             |      |
| Egy fiúról                            | About a Boy                                       | Peter Hedges, Chris Weitz és Paul Weitz                          | [ 20 ]             |      |
| Kapj el, ha tudsz                     | Catch Me If You Can                               | Jeff Nathanson                                                   | [ 20 ]             |      |
| Az órák                               | The Hours                                         | David Hare                                                       | [ 20 ]             |      |
| A zongorista                          | The Pianist                                       | Ronald Harwood                                                   | [ 20 ]             |      |
| 2003 57. gála                         |                                                   |                                                                  |                    |      |
| A király visszatér                    | The Lord of the Rings: The Return of the King     | Philippa Boyens, Peter Jackson és Fran Walsh                     | [ 21 ]             |      |
| Nagy Hal                              | Big Fish                                          | John August                                                      | [ 21 ]             |      |
| Hideghegy                             | Cold Mountain                                     | Anthony Minghella                                                | [ 21 ]             |      |
| Leány gyöngy fülbevalóval             | Girl with a Pearl Earring                         | Olivia Hetreed                                                   | [ 21 ]             |      |
| Titokzatos folyó                      | Mystic River                                      | Brian Helgeland                                                  | [ 21 ]             |      |
| 2004 58. gála                         |                                                   |                                                                  |                    |      |
| Kerülőutak                            | Sideways                                          | Alexander Payne és Jim Taylor                                    | [ 22 ]             |      |
| Kóristák                              | The Chorus                                        | Christophe Barratier és Philippe Lopes-Curval                    | [ 22 ]             |      |
| Közelebb                              | Closer                                            | Patrick Marber                                                   | [ 22 ]             |      |
| Én, Pán Péter                         | Finding Neverland                                 | David Magee                                                      | [ 22 ]             |      |
| Che Guevara: A motoros naplója        | The Motorcycle Diaries                            | José Rivera                                                      | [ 22 ]             |      |
| 2005 59. gála                         |                                                   |                                                                  |                    |      |
| Brokeback Mountain – Túl a barátságon | Brokeback Mountain                                | Larry McMurtry és Diana Ossana                                   | [ 23 ]             |      |
| Capote                                | Capote                                            | Dan Futterman                                                    | [ 23 ]             |      |
| Az elszánt diplomata                  | The Constant Gardener                             | Jeffrey Caine                                                    | [ 23 ]             |      |
| Erőszakos múlt                        | A History of Violence                             | Josh Olson                                                       | [ 23 ]             |      |
| Büszkeség és balítélet                | Pride & Prejudice                                 | Deborah Moggach                                                  | [ 23 ]             |      |
| 2006 60. gála                         |                                                   |                                                                  |                    |      |
| Az utolsó skót király                 | The Last King of Scotland                         | Jeremy Brock és Peter Morgan                                     | [ 24 ]             |      |
| Casino Royale                         | Casino Royale                                     | Paul Haggis, Neal Purvis és Robert Wade                          | [ 24 ]             |      |
| A tégla                               | The Departed                                      | William Monahan                                                  | [ 24 ]             |      |
| Az ördög Pradát visel                 | The Devil Wears Prada                             | Aline Brosh McKenna                                              | [ 24 ]             |      |
| Egy botrány részletei                 | Notes on a Scandal                                | Patrick Marber                                                   | [ 24 ]             |      |
| 2007 61. gála                         |                                                   |                                                                  |                    |      |
| Szkafander és pillangó                | The Diving Bell and the Butterfly                 | Ronald Harwood                                                   | [ 25 ]             |      |
| Vágy és vezeklés                      | Atonement                                         | Christopher Hampton                                              | [ 25 ]             |      |
| Papírsárkányok                        | The Kite Runner                                   | David Benioff                                                    | [ 25 ]             |      |
| Nem vénnek való vidék                 | No Country for Old Men                            | Joel és Ethan Coen                                               | [ 25 ]             |      |
| Vérző olaj                            | There Will Be Blood                               | Paul Thomas Anderson                                             | [ 25 ]             |      |
| 2008 62. gála                         |                                                   |                                                                  |                    |      |
| Gettómilliomos                        | Slumdog Millionaire                               | Simon Beaufoy                                                    | [ 26 ]             |      |
| Benjamin Button különös élete         | The Curious Case of Benjamin Button               | Eric Roth                                                        | [ 26 ]             |      |
| Frost/Nixon                           | Frost/Nixon                                       | Peter Morgan                                                     | [ 26 ]             |      |
| A felolvasó                           | The Reader                                        | David Hare                                                       | [ 26 ]             |      |
| A szabadság útjai                     | Revolutionary Road                                | Justin Haythe                                                    | [ 26 ]             |      |
| 2009 63. gála                         |                                                   |                                                                  |                    |      |
| Egek ura                              | Up in the Air                                     | Jason Reitman és Sheldon Turner                                  | [ 27 ]             |      |
| District 9                            | District 9                                        | Neill Blomkamp és Terri Tatchell                                 | [ 27 ]             |      |
| Egy lányról                           | An Education                                      | Nick Hornby                                                      | [ 27 ]             |      |
| Egy kis gubanc                        | In the Loop                                       | Simon Blackwell, Jesse Armstrong, Armando Iannucci és Tony Roche | [ 27 ]             |      |
| Precious – A boldogság ára            | Precious                                          | Geoffrey Fletcher                                                | [ 27 ]             |      |

### 2010-es évek
| Év                                    | Magyar cím                        | Eredeti cím                                                    | Forgatókönyvíró(k) | Ref. |
| ------------------------------------- | --------------------------------- | -------------------------------------------------------------- | ------------------ | ---- |
| 2010 64. gála                         |                                   |                                                                |                    |      |
| Social Network – A közösségi háló     | The Social Network                | Aaron Sorkin                                                   | [ 28 ]             |      |
| 127 óra                               | 127 Hours                         | Danny Boyle és Simon Beaufoy                                   | [ 28 ]             |      |
| A tetovált lány                       | The Girl with the Dragon Tattoo   | Rasmus Heisterberg és Nikolaj Arcel                            | [ 28 ]             |      |
| Toy Story 3.                          | Toy Story 3                       | Michael Arndt                                                  | [ 28 ]             |      |
| A félszemű                            | True Grit                         | Joel és Ethan Coen                                             | [ 28 ]             |      |
| 2011 65. gála                         |                                   |                                                                |                    |      |
| Suszter, szabó, baka, kém             | Tinker Tailor Soldier Spy         | Bridget O′Connor és Peter Straughan                            | [ 29 ]             |      |
| Utódok                                | The Descendants                   | Alexander Payne, Nat Faxon és Jim Rash                         | [ 29 ]             |      |
| A segítség                            | The Help                          | Tate Taylor                                                    | [ 29 ]             |      |
| A hatalom árnyékában                  | The Ides of March                 | George Clooney, Beau Willimon és Grant Heslov                  | [ 29 ]             |      |
| Pénzcsináló                           | Moneyball                         | Steven Zaillian és Aaron Sorkin                                | [ 29 ]             |      |
| 2012 66. gála                         |                                   |                                                                |                    |      |
| Napos oldal                           | Silver Linings Playbook           | David O. Russell                                               | [ 30 ]             |      |
| Az Argo-akció                         | Argo                              | Chris Terrio                                                   | [ 30 ]             |      |
| A messzi dél vadjai                   | Beasts of the Southern Wild       | Lucy Alibar és Benh Zeitlin                                    | [ 30 ]             |      |
| Pi élete                              | Life of Pi                        | David Magee                                                    | [ 30 ]             |      |
| Lincoln                               | Lincoln                           | Tony Kushner                                                   | [ 30 ]             |      |
| 2013 67. gála                         |                                   |                                                                |                    |      |
| Philomena – Határtalan szeretet       | Philomena                         | Steve Coogan és Jeff Pope                                      | [ 31 ]             |      |
| 12 év rabszolgaság                    | 12 Years a Slave                  | John Ridley                                                    | [ 31 ]             |      |
| Túl a csillogáson                     | Behind the Candelabra             | Richard LaGravenese                                            | [ 31 ]             |      |
| Phillips kapitány                     | Captain Phillips                  | Billy Ray                                                      | [ 31 ]             |      |
| A Wall Street farkasa                 | The Wolf of Wall Street           | Terence Winter                                                 | [ 31 ]             |      |
| 2014 68. gála                         |                                   |                                                                |                    |      |
| A mindenség elmélete                  | The Theory of Everything          | Anthony McCarten                                               | [ 32 ]             |      |
| Amerikai mesterlövész                 | American Sniper                   | Jason Hall                                                     | [ 32 ]             |      |
| Holtodiglan                           | Gone Girl                         | Gillian Flynn                                                  | [ 32 ]             |      |
| Kódjátszma                            | The Imitation Game                | Graham Moore                                                   | [ 32 ]             |      |
| Paddington                            | Paddington                        | Paul King                                                      | [ 32 ]             |      |
| 2015 69. gála                         |                                   |                                                                |                    |      |
| A nagy dobás                          | The Big Short                     | Adam McKay és Charles Randolph                                 | [ 33 ]             |      |
| Brooklyn                              | Brooklyn                          | Nick Hornby                                                    | [ 33 ]             |      |
| Carol                                 | Carol                             | Phyllis Nagy                                                   | [ 33 ]             |      |
| A szoba                               | Room                              | Emma Donoghue                                                  | [ 33 ]             |      |
| Steve Jobs                            | Steve Jobs                        | Aaron Sorkin                                                   | [ 33 ]             |      |
| 2016 70. gála                         |                                   |                                                                |                    |      |
| Oroszlán                              | Lion                              | Luke Davies                                                    | [ 34 ]             |      |
| Érkezés                               | Arrival                           | Eric Heisserer                                                 | [ 34 ]             |      |
| A fegyvertelen katona                 | Hacksaw Ridge                     | Andrew Knight és Robert Schenkkan                              | [ 34 ]             |      |
| A számolás joga                       | Hidden Figures                    | Allison Schroeder és Theodore Melfi                            | [ 34 ]             |      |
| Éjszakai ragadozók                    | Nocturnal Animals                 | Tom Ford                                                       | [ 34 ]             |      |
| 2017 71. gála                         |                                   |                                                                |                    |      |
| Szólíts a neveden                     | Call Me by Your Name              | James Ivory                                                    | [ 35 ]             |      |
| Sztálin halála                        | The Death of Stalin               | Armando Iannucci, Ian Martin és David Schneider                | [ 35 ]             |      |
| A sztárok nem Liverpoolban halnak meg | Film Stars Don't Die in Liverpool | Matt Greenhalgh                                                | [ 35 ]             |      |
| Elit játszma                          | Molly's Game                      | Aaron Sorkin                                                   | [ 35 ]             |      |
| Paddington 2.                         | Paddington 2                      | Simon Farnaby és Paul King                                     | [ 35 ]             |      |
| 2018 72. gála                         |                                   |                                                                |                    |      |
| Csuklyások – BlacKkKlansman           | BlacKkKlansman                    | Charlie Wachtel, David Rabinowitz, Kevin Willmott és Spike Lee | [ 36 ]             |      |
| Megbocsátasz valaha?                  | Can You Ever Forgive Me?          | Nicole Holofcener és Jeff Whitty                               | [ 36 ]             |      |
| Az első ember                         | First Man                         | Josh Singer                                                    | [ 36 ]             |      |
| Ha a Beale utca mesélni tudna         | If Beale Street Could Talk        | Barry Jenkins                                                  | [ 36 ]             |      |
| Csillag születik                      | A Star Is Born                    | Eric Roth, Bradley Cooper és Will Fetters                      | [ 36 ]             |      |
| 2019 73. gála                         |                                   |                                                                |                    |      |
| Jojo Nyuszi                           | Jojo Rabbit                       | Taika Waititi                                                  | [ 37 ]             |      |
| Az ír                                 | The Irishman                      | Steven Zaillian                                                | [ 37 ]             |      |
| Joker                                 | Joker                             | Todd Phillips és Scott Silver                                  | [ 37 ]             |      |
| Kisasszonyok                          | Little Women                      | Greta Gerwig                                                   | [ 37 ]             |      |
| A két pápa                            | The Two Popes                     | Anthony McCarten                                               | [ 37 ]             |      |

### 2020-as évek
| Év                             | Magyar cím                     | Eredeti cím                                   | Forgatókönyvíró(k) | Ref. |
| ------------------------------ | ------------------------------ | --------------------------------------------- | ------------------ | ---- |
| 2020 74. gála                  |                                |                                               |                    |      |
| Az apa                         | The Father                     | Christopher Hampton és Florian Zeller         | [ 38 ]             |      |
| Ásatás                         | The Dig                        | Moira Buffini                                 | [ 38 ]             |      |
| A mauritániai                  | The Mauritanian                | Rory Haines, Sohrab Noshirvani és M.B. Traven | [ 38 ]             |      |
| A nomádok földje               | Nomadland                      | Chloé Zhao                                    | [ 38 ]             |      |
| A Fehér Tigris                 | The White Tiger                | Ramin Bahrani                                 | [ 38 ]             |      |
| 2021 75. gála                  |                                |                                               |                    |      |
| CODA                           | CODA                           | Sian Heder                                    | [ 39 ]             |      |
| Vezess helyettem               | Drive My Car                   | Hamagucsi Rjúszuke és Oe Takamasza            | [ 39 ]             |      |
| Dűne                           | Dune                           | Eric Roth, Jon Spaihts és Denis Villeneuve    | [ 39 ]             |      |
| Az elveszett lány              | The Lost Daughter              | Maggie Gyllenhaal                             | [ 39 ]             |      |
| A kutya karmai közt            | The Power of the Dog           | Jane Campion                                  | [ 39 ]             |      |
| 2022 76. gála                  |                                |                                               |                    |      |
| Nyugaton a helyzet változatlan | All Quiet on the Western Front | Edward Berger, Lesley Paterson és Ian Stokell | [ 40 ]             |      |
| Élj!                           | Living                         | Kazuo Ishiguro                                | [ 40 ]             |      |
| A csendes lány                 | The Quiet Girl                 | Colm Bairéad                                  | [ 40 ]             |      |
| Azt mondta                     | She Said                       | Rebecca Lenkiewicz                            | [ 40 ]             |      |
| A bálna                        | The Whale                      | Samuel D. Hunter                              | [ 40 ]             |      |
| 2023 77. gála                  |                                |                                               |                    |      |
| Amerikai irodalom              | American Fiction               | Cord Jefferson                                | [ 41 ]             |      |
| Mind idegenek vagyunk          | All of Us Strangers            | Andrew Haigh                                  | [ 41 ]             |      |
| Oppenheimer                    | Oppenheimer                    | Christopher Nolan                             | [ 41 ]             |      |
| Szegény párák                  | Poor Things                    | Tony McNamara                                 | [ 41 ]             |      |
| Érdekvédelmi terület           | The Zone of Interest           | Jonathan Glazer                               | [ 41 ]             |      |
| 2024 78. gála                  |                                |                                               |                    |      |
| Konklávé                       | Conclave                       | Peter Straughan                               |                    |      |
| Emilia Pérez                   | Emilia Pérez                   | Jacques Audiard                               |                    |      |
| A Nickel-fiúk                  | Nickel Boys                    | Joslyn Barnes és RaMell Ross                  |                    |      |
| Sing Sing                      | Sing Sing                      | Clint Bentley és Greg Kwedara                 |                    |      |
| Sehol se otthon                | A Complete Unknown             | Jay Cocks és James Mangold                    |                    |      |